# Timothée Clément
Pour les articles homonymes, voir Clément.
Timothée Clément né le 8 avril 2000, est un joueur français de hockey sur gazon. Il évolue au poste d'attaquant au Royal Orée, en Belgique et avec l'équipe nationale française.
À la coupe du monde des moins de 21 ans en 2021, il a inscrit un triplé face à l'Inde lors de la victoire (5-4) et a remporté la médaille de bronze en battant l'Inde (3-1),.

## Carrière

### Coupe du monde
- Top 8 : 2018[6]

### Championnat d'Europe
- Top 8 : 2021

### Coupe du monde (moins de 21 ans)
- : 2021